# 哈里斯鎮區 (密蘇里州里普利縣)
哈里斯鎮區（英語：Harris Township）是位於美國密蘇里州里普利縣的一個行政鎮區。

## 地方資料
哈里斯鎮區的面積為80.75平方千米，當中陸地面積為80.52平方千米，而水域面積為0.23平方千米。根據2020年美國人口普查的數據，當地共有人口603人，而人口密度為每平方千米7.47人。